# Clathrinidae

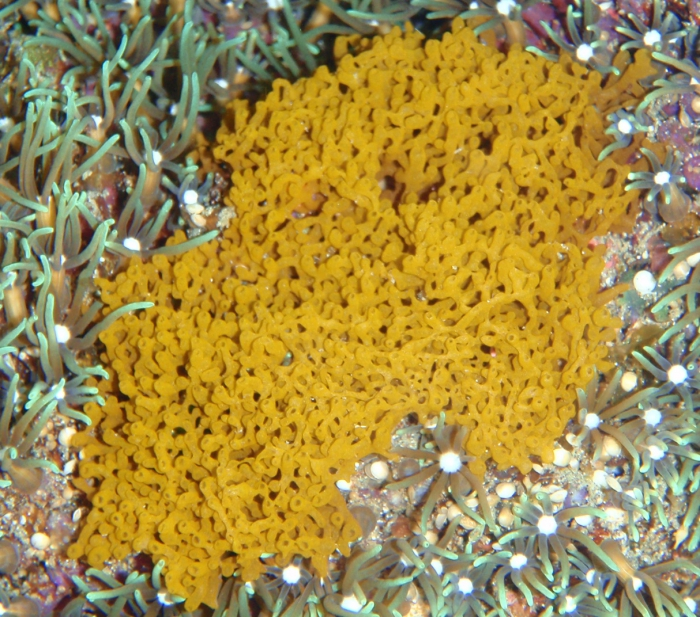
Arthuria tubuloreticulosa

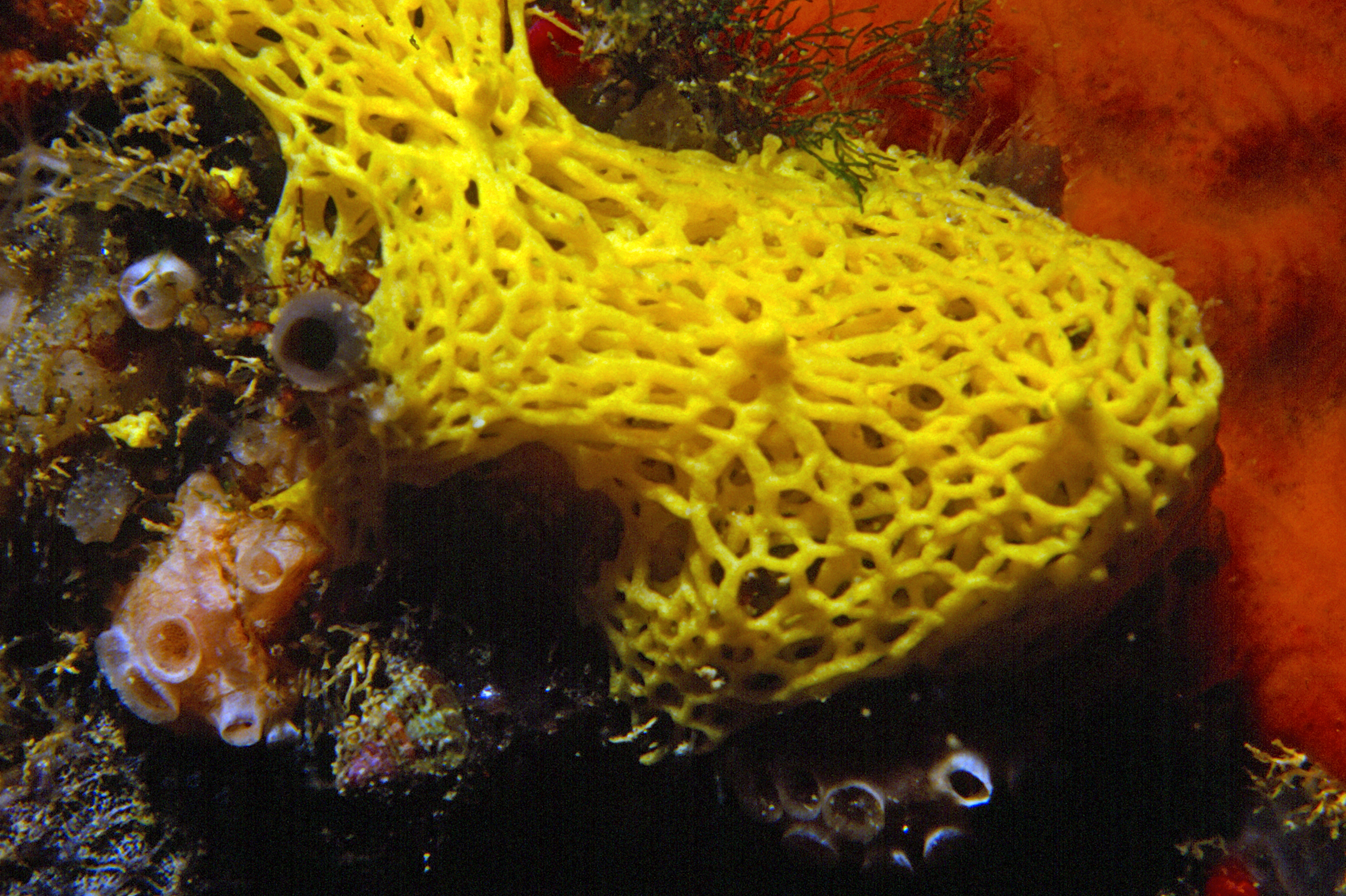
Clathrina clathrus (Gelber Gitterkalkschwamm)

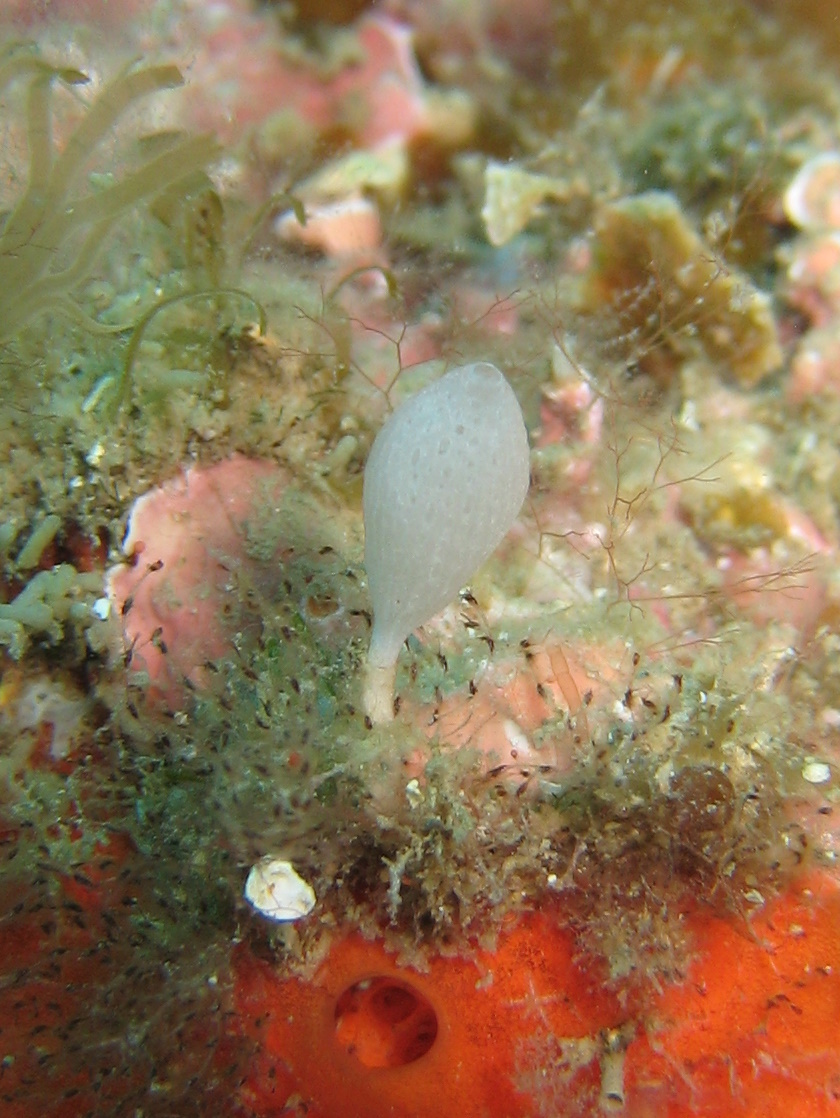
Clathrina lacunosa (Gestielter Gitterkalkschwamm)

Die Clathrinidae sind eine Familie der Schwämme in der Klasse der Kalkschwämme.

## Merkmale
Clathrinidae sind im Wesentlichen röhrenförmig aufgebaut. Das Skelett wird aus dreistrahligen Nadeln (Sklerite, Spicula) aus Calcit gebildet, zu denen zwei- oder vierstrahlige Kalknadeln hinzukommen können. Die Hohlräume im Innern werden von einer durchgehenden Deckzellschicht, dem Choanoderm, ausgekleidet. Das Wasser fließt durch die Wände über durch Porocyten gebildete Öffnungen. Eine zentrale Röhre kann die Funktion eines Zentralraumes (Spongocoel, Atrium) übernehmen. Clathrinidae besitzen keine durchgehende Außenschicht, das Einströmungs- und das Ausströmungssystem sind nur wenig entwickelt.

## Verbreitung und Lebensraum
Clathrinidae sind in allen Meeren weit verbreitet, üblicherweise in flachem Wasser. Sie kommen häufig verborgen an abgeschatteten Stellen wie Korallenstöcken und Unterwasserhöhlen vor. In gemäßigten und subtropischen Regionen sind sie im Sommer während der sexuellen Fortpflanzung größer und häufiger.

## Lebensweise
Die Ausgangsform der Clathrinidae ist eine einfache, unverästelte Röhre, der sogenannte Olynthus. Das Wachstum erfolgt durch Längsteilung in der Mitte der Röhren, die dabei quer miteinander verbunden bleiben. Diese anastomisierenden Röhren bilden ein großes, Cormus genanntes Geflecht.

## Systematik
Von Clathrinidae sind folgende Gattungen (mit einigen Arten, darunter den jeweiligen Typusarten) beschrieben (nach World Register of Marine Species, Stand 11. November 2023):
- Arturia Azevedo, Padua, Moraes, Rossi, Muricy & Klautau, 2017
  - Arturia hirsuta (Klautau & Valentine, 2003) (Typusart)
  - Arthuria tubuloreticulosa Van Soest & De Voogd, 2015
- Ascilla Haeckel, 1872
  - Ascilla gracilis Haeckel, 1872 (Typusart)
- Borojevia Klautau, Azevedo, Cóndor-Luján, Rapp, Collins & Russo, 2013
  - Borojevia cerebrum (Haeckel, 1872) (Typusart)
- Brattegardia Klautau, Azevedo, Cóndor-Luján, Rapp, Collins & Russo, 2013
  - Brattegardia nanseni (Breitfuss, 1896) (Typusart)
- Clathrina Gray, 1867
  - Clathrina clathrus (Schmidt, 1864) (Gelber Gitterkalkschwamm, Typusart), assoziiert mit dem Bakterium Poriferisphaera corsica[3]
  - Clathrina lacunosa (Johnston, 1842) (Gestielter Gitterkalkschwamm)[4][5]
- Janusya Klautau, Lopes, Tavares & Pérez, 2021
  - Janusya darwinii (Haeckel, 1870)
  - Janusya indica Klautau, Lopes, Tavares & Pérez, 2021 (Typusart nach GBIF[6])
- Nicola Cóndor-Luján & Klautau, 2016[7]
  - Nicola tetela (Borojevic & Peixinho, 1976)[8] (Typusart)